# 未來前進黨
未来前进黨；又稱為新未來黨，是一个於2018年3月在曼谷成立的一個政党 。2020年2月21日因違反政治獻金相關法律，遭泰國憲法法院裁定解散。
該黨的創辦人兼黨魁是41歲的塔納通（Thanathorn Juangroongruangkit），父親為泰國高峰集團（Thai Summit Group）的執行長，該企業為泰國最大的汽車零件製造商之一。而他本人也是高峰集團的执行副总裁兼董事，而塔納通的合作夥伴38歲的皮亚布特（Piyabutr Saengkanokkul）則是法政大學法律系的年輕講師。

## 歷史
2018年9月，選舉委員會正式承認未來前進黨；允許該黨開始註冊會員和籌款。該黨於2019年泰國眾議院選舉首次參選，便一舉奪得80席議員席次，成為眾議院第三大黨。

2020年1月21日，泰國憲法法院以無足夠證據顯示未來前進黨試圖動搖泰國的君主立憲制度為由，判決該黨無需解散。
2020年2月21日，泰国宪法法院裁定新未来党党魁塔纳通向该党贷款违法，判处新未来党解散，自宣判之日起，禁止塔纳通等11名主要成员参政10年，并不许立即组建新政党。該黨部分人士隨後成立前進黨並繼承了該黨的名義。

## 政黨口號
- 遠離失去的十年。創造泰國的未來（2016年3月15日至5月26日）
- 泰國未來的新未來（5月27日至9月30日）
- 平等的泰國（2018年10月1日至2020年2月21日）

## 選舉結果
| 選舉 | 赢得议席 | 得票数    | 得票率 | 选举结果 | 选举领袖        |
| ---- | -------- | --------- | ------ | -------- | --------------- |
| 2019 | 81 / 500 | 6,265,950 | 17.63% | 反对党   | 塔納通·宗龍倫吉 |